# Epirhyssa elegana
Epirhyssa elegana är en stekelart som först beskrevs av Wang 1997.  Epirhyssa elegana ingår i släktet Epirhyssa och familjen brokparasitsteklar. Inga underarter finns listade i Catalogue of Life.